# Vocabulaire du scepticisme antique
Le scepticisme fut conceptualisé peut-être essentiellement à l'époque d'Énésidème. C'est une doctrine qui s'efforce d'être aussi rigoureuse qu'il est possible, et cette rigueur s'exprime par des expressions et des concepts fondamentaux.

## Expressions sceptiques
Toutes ces expressions indiquent un même affect (pathos, voir ce mot) proprement sceptique.
- Pas plus (en grec ou mâllon) est une expression elliptique (Sextus Empiricus, Esquisses pyrrhoniennes, I, 188) pour pas plus ceci que cela, ou pourquoi ceci plutôt que cela ?. Il signifie l'affect (voir ce mot) sceptique selon lequel  la pensée est conduite à l'équilibre par l'opposition à force égale de plusieurs raisonnements.
- Peut-être, peut-être pas ; il est permis, il n'est pas permis ; il est possible, il n'est pas possible : ces expressions indiquent la non-assertion, le fait que l'on n'affirme pas l'existence d'une chose (Esquisses pyrrhoniennes, I, 194 - 195).
- Je suspends mon assentiment : exprime l'absence de conviction, les arguments opposés ayant force égale. Le premier auteur à suspendre son jugement devant des arguments contradictoires est, en fait, un Académicien, Arcésilas de Pitane (vers 270 av. J.-C.)
- Je ne détermine rien, je ne définis rien
- Toutes choses sont indéterminées
- Toutes choses sont insaisissables, tout est incompréhensible (panta estin acatalepta) : i.e., selon Sextus, tous les objets de recherche obscurs parcourus de façon dogmatique m'apparaissent insaisissables (I, 200).
- Je n'ai pas de saisie, je ne saisis pas, je ne sais rien
- À tout argument s'oppose un argument égal

## Vocabulaire

### Acatalepsie
En grec akatalêptos, insaisissable.
Le scepticisme distingue deux sens du radical « saisie » :
- une conception
- une affirmation d'existence

Le sceptique ne rejette pas le premier sens, puisqu'il ne s'agit pas de se prononcer sur la nature des choses. En revanche, on ne peut comprendre la réalité au second sens, car sur toute chose des arguments contraires peuvent être employés.
L'acatalepsie est développée par les Académiciens ou néo-académiciens, l'école sceptique issue de Platon.

### Affect
En grec pathos, désigne ici les perceptions et les sentiments, seuls réalités crédibles selon le scepticisme : 
[...] le sceptique donne son assentiment aux affects qui s'imposent à lui à travers une impression ; par exemple il ne dira pas, alors qu'il a chaud ou qu'il a froid, « il me semble que je n'ai pas chaud ou que je n'ai pas froid » (Sextus Empiricus, Esquisses pyrrhoniennes, I, 13).
Le sceptique reconnaît donc l'existence de ce qui lui apparaît tel que cela lui apparaît (le phénomène) et lui donne un statut d'objet.

### Aporie
L'aporie est le fait pour une recherche de ne pas trouver d'issue. Elle constitue la condition de la recherche sceptique, puisque le sceptique ne peut se décider sur aucune chose obscure et finit toujours par trouver des arguments opposés de force égale.

### Ataraxie
L’ataraxie (du grec ἀταραξία, ataraxía signifiant « absence de troubles ») apparaît d'abord chez Démocrite et désigne la tranquillité de l’âme résultant de la modération et de l’harmonie de l’existence.
L’ataraxie devient ensuite le principe du bonheur (hêdonê) dans le stoïcisme, l’épicurisme et le scepticisme. Elle provient d’un état de profonde quiétude, découlant de l’absence de tout trouble ou douleur. Cette notion apparaît à l'époque d'Épicure.
L'état d'ataraxie n'est pas uniquement une affaire mentale. L'étude rationnelle d'une éthique et d'une paix intérieure telle que firent ces trois mouvements philosophiques reste limitée par l'expression de ce sentiment de quiétude. Nous ne pouvons que souligner l'importance des exercices corporels dans ces doctrines afin de mieux faire apparaître la relation controversée entre le corps et l'esprit. L'ataraxie est en effet liée, d'une façon non nécessaire, à l'aponie, ou absence de troubles corporels.

### Diallèle
Une diallèle est un raisonnement circulaire (régression à l'infini).
Le diallèle est l'argument par lequel les sceptiques espèrent prouver que l'esprit est incapable de saisir la vérité. On l'appelle diallèle parce qu'il réduit l'esprit à revenir s'appuyer sur ce qui est en question pour établir la légitimité de ses opérations.

### Dogme
Du grec δόγμα (dogma), « opinion », un dogme est une affirmation considérée comme fondamentale, incontestable et intangible par une autorité politique, philosophique ou religieuse qui emploiera dans certains cas la force pour l'imposer.

### Épochè
En grec, épochè signifie "arrêt", "interruption", ou encore "suspension du jugement". Pour les sceptiques, l' épochè constitue l'aboutissement de la réflexion. Une fois parvenu à ce stade, le sage suspend son jugement et refuse de se prononcer sur telle ou telle vérité. Ainsi délivré du tourment de la spéculation, il peut connaître l'ataraxie.

### Indécidable
Anépikritos, en grec. La considération de critères contradictoires ne permet pas de trancher.

### Isosthénie
Méthode consistant à opposer à chaque argument un argument contraire de force équivalente de façon à faciliter l'epochè en équilibrant son jugement.

### Mode (trope, tropos)
Les tropes, en grec tropoi (appelés aussi arguments, en grec logoi, et types, en grec tupoi) sont des procédés pour parvenir à la suspension du jugement :
- Les dix tropes d'Énésidème, voir Les tropes
- Les huit tropes relatifs à la causalité, voir La causalité
- Les cinq tropes d'Agrippa, voir Agrippa
- Les deux tropes, forme la plus synthétique du scepticisme, résument les tropes précédentes : rien ne peut être saisi ni par soi-même ni par autre chose, donc il faut suspendre son jugement.

« [178] [...] puisque tout ce que l'on saisit semble l'être soit par lui-même, soit par autre chose, <en nous suggérant que rien n'est saisi par soi-même ni par quelque chose d'autre>, ils semblent introduire l'aporie sur toutes choses. Que rien ne soit saisi par soi-même est clair d'après, je pense, le désaccord qui s'est élevé parmi les physiciens à propos de tous les sensibles et de tous les intelligibles ; désaccord qui est indécidable, étant donné que nous sommes incapables d'utiliser un critère sensible ou intelligible, parce que tout critère, quel que soit celui que nous prenions, ayant été objet de désaccord n'emporte pas la conviction. [179] Voici pourquoi ils ne consentent pas que l'on puisse appréhender quelque chose par quelque chose d'autre. Si, en effet, ce par quoi quelque chose est saisi aura lui-même toujours besoin de quelque chose d'autre par quoi être saisi, ils nous amènent au mode du diallèle ou à celui de la régression à l'infini. Et si l'on voulait poser que ce par quoi quelque chose d'autre est saisi est saisi par soi-même, on se heurterait au fait que, d'après ce qu'on a dit auparavant, rien ne peut être saisi par soi-même. »

— Esquisses pyrrhoniennes, livre I, 178 - 179, traduction P. Pellegrin.

### Relatif
Le mode du relatif se trouve parmi les 5 modes attribués à Agrippa, et repris par Sextus Empiricus dans les Esquisses Pyrrhoniennes, mais aussi parmi les 10 modes exposés dans la même œuvre de Sextus Empiricus.
Par le mode du relatif, on montre que l'objet n'est pas pensé ou perçu tel qu'il est réellement en lui-même. L'objet est perçu ou pensé relativement à celui qui pense, à ses caractéristiques, aux circonstances extérieures, etc. Par exemple, selon qu'on est un chat ou un humain, les organes sensoriels sont constitués de façon différente, et par conséquent, on ne peut percevoir les choses de la même manière. De même selon qu'on est jeune ou vieux, selon qu'on est bien portant ou affecté de telle maladie, selon qu'on est en haut de la colline ou en bas.
Ainsi, si la vérité consiste à saisir les choses telles qu'elles sont en elles-mêmes, on ne peut s'assurer que ce que l'on pense ou perçoit est vrai; car on pense ou perçoit de façon relative ( à travers nos sens, à travers une culture qui nous a été transmise par l'éducation en l'environnement social... ).

### Scepticisme
En grec skepsis, examen, recherche.
Par opposition aux dogmatiques, le philosophe sceptique est un chercheur ; en ce sens, il n'y a pas vraiment d'école sceptique, mais plutôt une voie (agôgê) :

« [1] Quand on mène une recherche sur un sujet déterminé, il s'ensuit apparemment soit qu'on fait une découverte, soit qu'on dénie avoir fait une découverte et qu'on reconnaît que la chose est insaisissable [acatalepsias], soit qu'on continue la recherche. »

— Esquisses pyrrhoniennes, livre I, 1, traduction P.Pellegrin.
Les deux premières possibilités sont le fait des dogmatiques qui affirment soit qu'ils ont découvert le vrai (par exemple Aristote, les stoïciens, etc.), soit que le vrai ne peut être saisi (les Nouveaux Académiciens). Tout ce qu'affirme le sceptique, c'est qu'il n'en sait rien.